# Kirksville (Missouri)
Kirksville ist eine Stadt und Verwaltungssitz des Adair County im Norden des US-amerikanischen Bundesstaates Missouri. Bei der Volkszählung im Jahr 2020 hatte Kirksville 17.530 Einwohner.
In Kirksville sind die staatliche Truman State University und die private A. T. Still University beheimatet.

## Geografie
Kirksville liegt auf 40°11'37" nördlicher Breite und 92°34'58" westlicher Länge und erstreckt sich über 27,2 km², die nahezu ausschließlich aus Landfläche bestehen. Kirksville liegt wenige Kilometer westlich des Chariton River, einem Nebenfluss des Missouri.
Nachbarorte sind Novinger (14,7 km westnordwestlich), Greentop (17,8 km nördlich), Sperry (17,3 km nordöstlich), Clay (14 km nordnordöstlich), Millard (11,1 km südlich), Yarrow (19,8 km südwestlich) und Youngstown (16,3 km westlich).
Die nächstgelegenen größeren Städte sind Quincy in Illinois (119 km ostnordöstlich), St. Louis (329 km südöstlich), Missouris Hauptstadt Jefferson City (196 km südsüdöstlich), Kansas City (290 km südöstlich), Omaha in Nebraska (409 km nordwestlich), Des Moines in Iowa (241 km nordnordwestlich) und die Quad Cities in Iowa und Illinois (315 km nordöstlich).

## Verkehr
In Nord-Süd-Richtung verläuft der U.S. Highway 63 als Umgehungsstraße um das Zentrum von Kirksville. Im Stadtkern kreuzen die Missouri State Routes 6 und 11.
Über den 13 km südlich der Stadt beim Ort Millard gelegenen Kirksville Regional Airport hat Kirksville Anschluss an das nationale Flugverkehrsnetz.
Im rund 22 km südsüdwestlich gelegenen La Plata befindet sich auf einer von der BNSF Railway unterhaltenden Strecke eine Amtrak-Station, wo der Fernschnellzug Southwest Chief hält.

## Demografische Daten
Nach der Volkszählung im Jahr 2010 lebten in Kirksville 17.505 Menschen in 6.512 Haushalten. Die Bevölkerungsdichte betrug 645,9 Einwohner pro Quadratkilometer.
Ethnisch betrachtet setzte sich die Bevölkerung zusammen aus 92,3 Prozent Weißen, 2,2 Prozent Afroamerikanern, 0,2 Prozent amerikanischen Ureinwohnern, 0,4 Prozent Asiaten sowie aus anderen ethnischen Gruppen; 2,0 Prozent stammten von zwei oder mehr Ethnien ab. Unabhängig von der ethnischen Zugehörigkeit waren 2,7 Prozent der Bevölkerung spanischer oder lateinamerikanischer Abstammung.
In den 6.512 Haushalten lebten statistisch je 2,22 Personen.
16,4 Prozent der Bevölkerung waren unter 18 Jahre alt, 72,4 Prozent waren zwischen 18 und 64 und 11,2 Prozent waren 65 Jahre oder älter. 53,9 Prozent der Bevölkerung war weiblich.

Das jährliche Durchschnittseinkommen eines Haushalts lag bei 26.865 USD. Das Pro-Kopf-Einkommen betrug 15.209 USD. 31,8 Prozent der Einwohner lebten unterhalb der Armutsgrenze.

## Bekannte Bewohner
- Samuel W. Arnold (1879–1961) – Abgeordneter des US - Repräsentantenhauses (1943–1849) – lebte den größten Teil seines Lebens in Kirksville
- Gordon Bell (1934–2024) – Computeringenieur und Manager – geboren in Kirksville
- Anthony Cistaro (geboren 1963) – Schauspieler – geboren in Kirksville
- Charles F. Cochran (1846–1906) – Abgeordneter des US - Repräsentantenhauses (1897–1905) – geboren in Kirksville
- Marguerite Hedberg (1907–2002), Mathematikerin und Hochschullehrerin – geboren in Kirksville
- Rusty Draper (1923–2003) – Country-Musiker – geboren in Kirksville
- Geraldine Page (1924–1987) – Schauspielerin, Oscarpreisträgerin – geboren in Kirksville
- Andrew Taylor Still – Begründer der zur Alternativmedizin gehörenden Osteopathie – gestorben in Kirksville
- Rhonda Vincent (geboren 1962) – Bluegrass-Musikerin – geboren in Kirksville